# 1560.
◄ | 15. stoljeće | 16. stoljeće | 17. stoljeće | ►
◄ | 1530-ih | 1540-ih | 1550-ih | 1560-ih | 1570-ih | 1580-ih | 1590-ih | ►
◄◄ | ◄ | 1557. | 1558. | 1559. | 1560. | 1561. | 1562. | 1563. | ► | ►►
Arhitektura • Astronomija • Glazba • Kazalište • Kiparstvo • Knjige • Književnost • Kršćanstvo • Medicina • Politika • Pravo • Promet • Slikarstvo • Znanost

## Događaji
- 16. ožujka – Nikola Šubić Zrinski i krajiški kapetan Juraj Lenković porazili Turke u bitci kod Žirovice.

## Smrti
- 19. travnja – Philipp Melanchthon, njemački reformator, teolog i filozof (* 1497.)

## Vanjske poveznice
|  | Zajednički poslužitelj ima još gradiva o temi 1560. |